# ジリナ・トロリーバス
ジリナ・トロリーバス（スロバキア語: Trolejbusová doprava v Žiline）は、スロバキアの都市・ジリナ市内に路線網を有するトロリーバス。2021年現在は路線バスと共にジリナ市交通会社による運営が行われている。

## 概要・歴史
ジリナ市内にトロリーバスを建設する計画は1940年代後半には既に存在していたものの実現せず、本格的に計画が始動したのは1985年に発表されたジリナ市内における電気交通を建設するプロジェクトに拠るものであった。これに基づき1988年から整備が始まり、ビロード革命による民主化やビロード離婚によるスロバキア成立を経た1994年11月17日に最初の路線となる1号線が開通した。その後は延伸が続き、2004年までに現在の路線網が完成している。

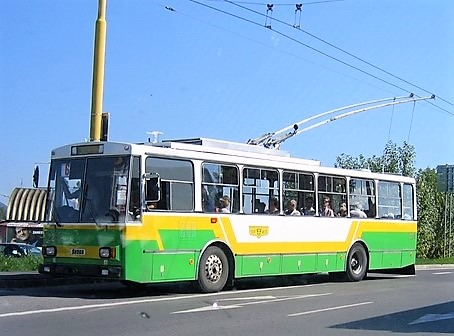
開業時に導入されたシュコダ14Tr（2006年撮影）
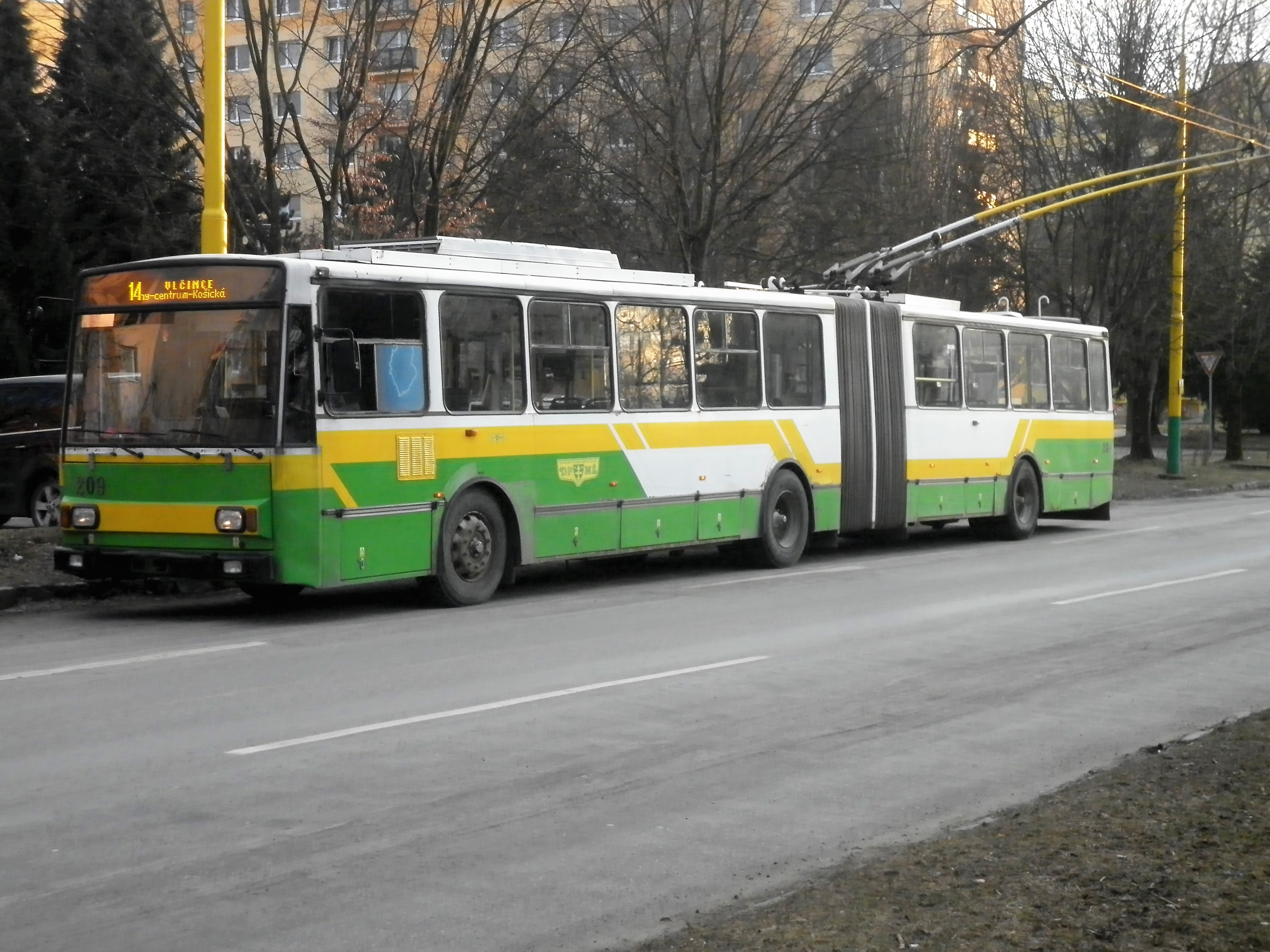
開業時に導入されたシュコダ15Tr（2018年撮影）

2021年現在、ジリナ市内には以下のトロリーバス路線が存在する。
| 系統番号 | 起点                | 終点              | 備考     |
| -------- | ------------------- | ----------------- | -------- |
| 1        | Kvačalova, DPMŽ     | Kvačalova, DPMŽ   | 環状系統 |
| 3        | Jaseňová            | Jaseňová          | 環状系統 |
| 4        | Fatranská           | Matice slovenskej | 環状系統 |
| 5        | Fatranská           | Jaseňová          |          |
| 6        | Stodolova           | Matice slovenskej |          |
| 7        | Sv. Cyrila a Metoda | Stodolova         |          |
| 14       | Matice slovenskej   | Fatranská         |          |
| 16       | Stodolova           | Stodolova         | 環状系統 |

## 車両
2021年現在、ジリナ市内で使用されている営業用のトロリーバス車両は以下の通り。開業時から使用されていたシュコダ14Trやシュコダ15Tr（連節バス）は下記のノンステップバスに置き換えられ2019年をもって営業運転から退いたが、それ以降も各形式が1両ずつ動態保存されている。
| 形式                  | 形式                  | 両数 | 備考         |
| --------------------- | --------------------- | ---- | ------------ |
| シュコダ30Tr SOR      | シュコダ30Tr SOR      | 7両  |              |
| シュコダ31Tr SOR      | シュコダ31Tr SOR      | 8両  | 連節バス     |
| シュコダ26Tr ソラリス | シュコダ26Tr          | 9両  |              |
| シュコダ26Tr ソラリス | シュコダ26TrA         | 2両  | 充電池を搭載 |
| シュコダ27Tr ソラリス | シュコダ27Tr ソラリス | 18両 | 連節バス     |

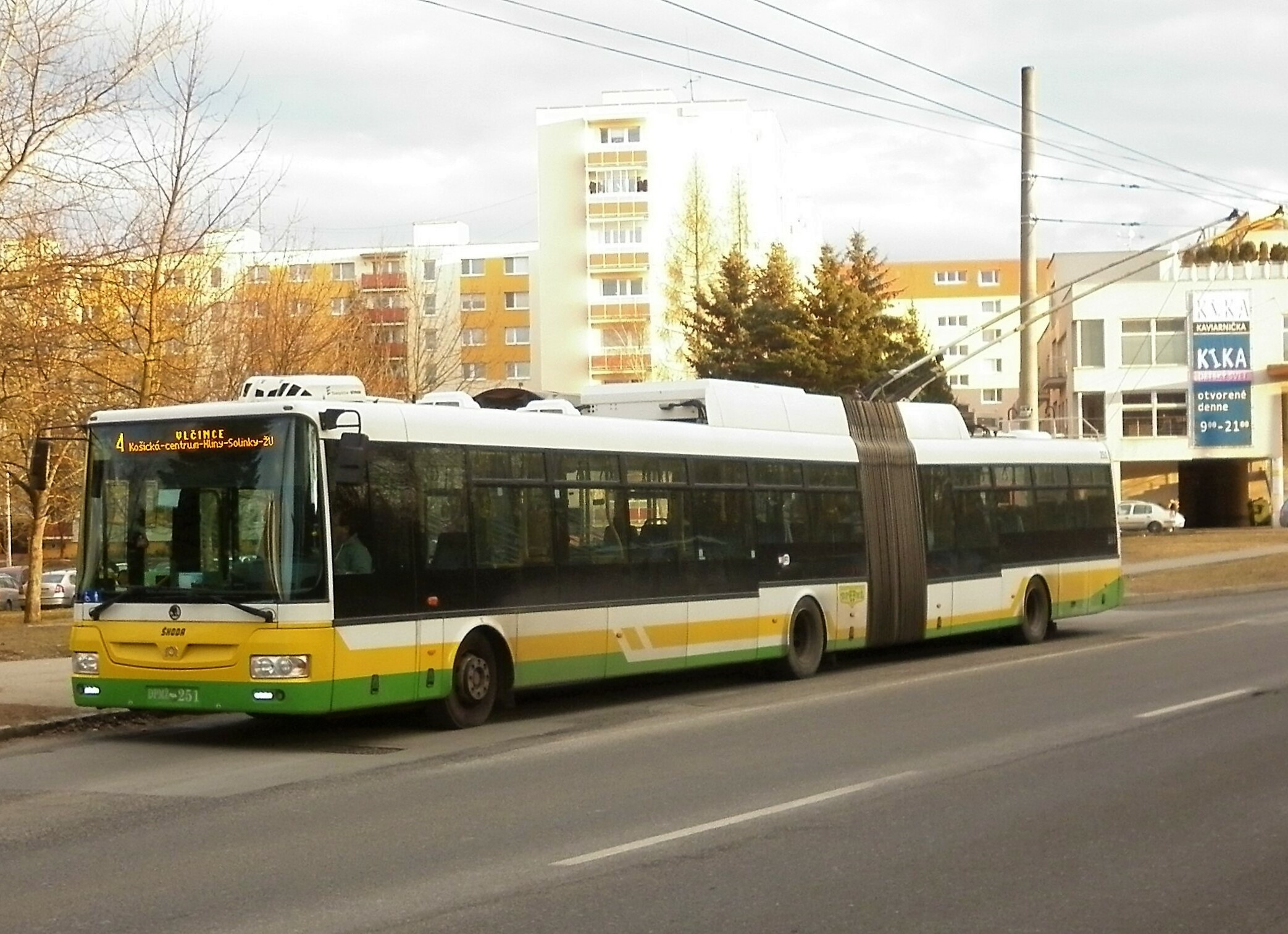
シュコダ31Tr SOR（2018年撮影）
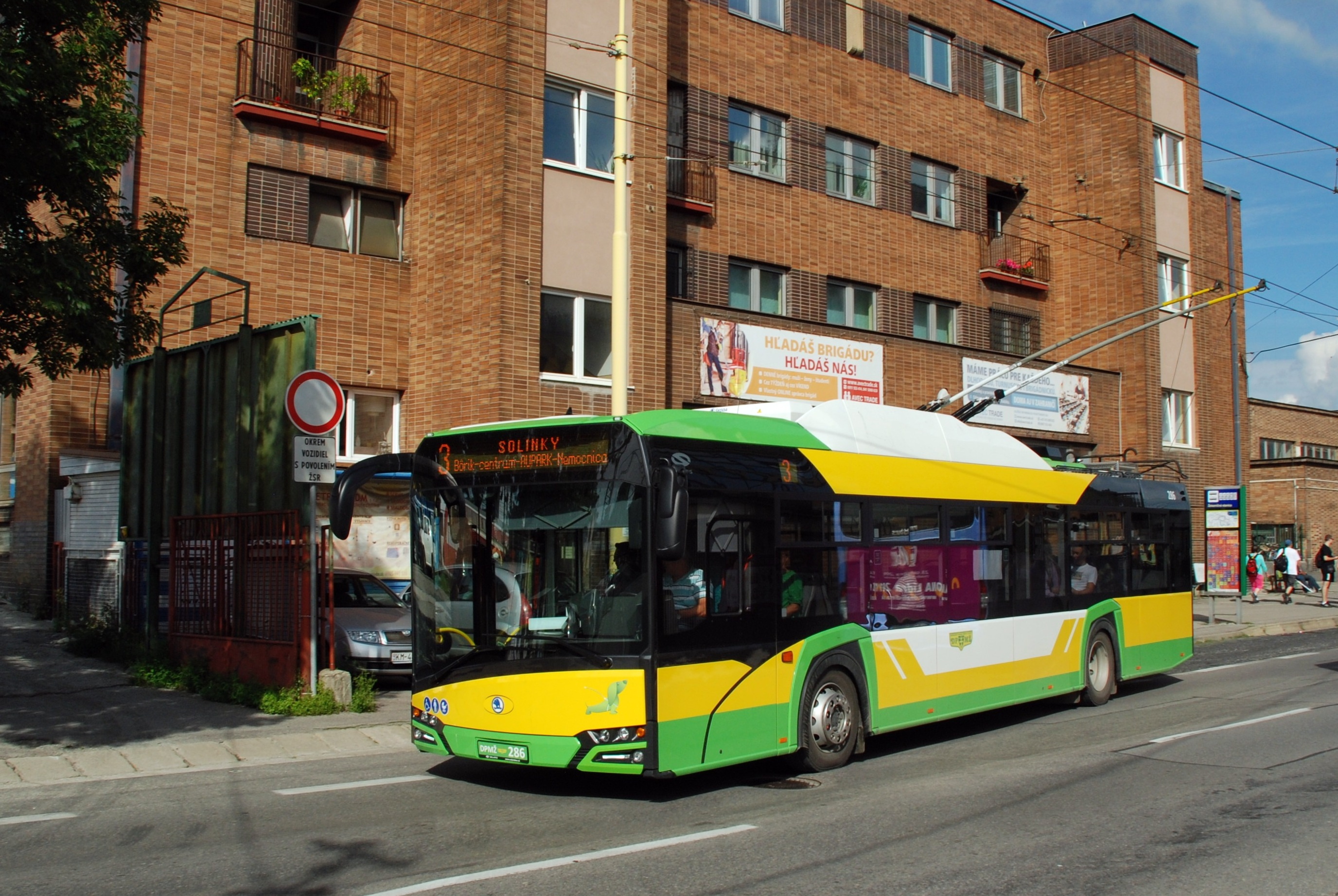
シュコダ26Tr ソラリス（2019年撮影）
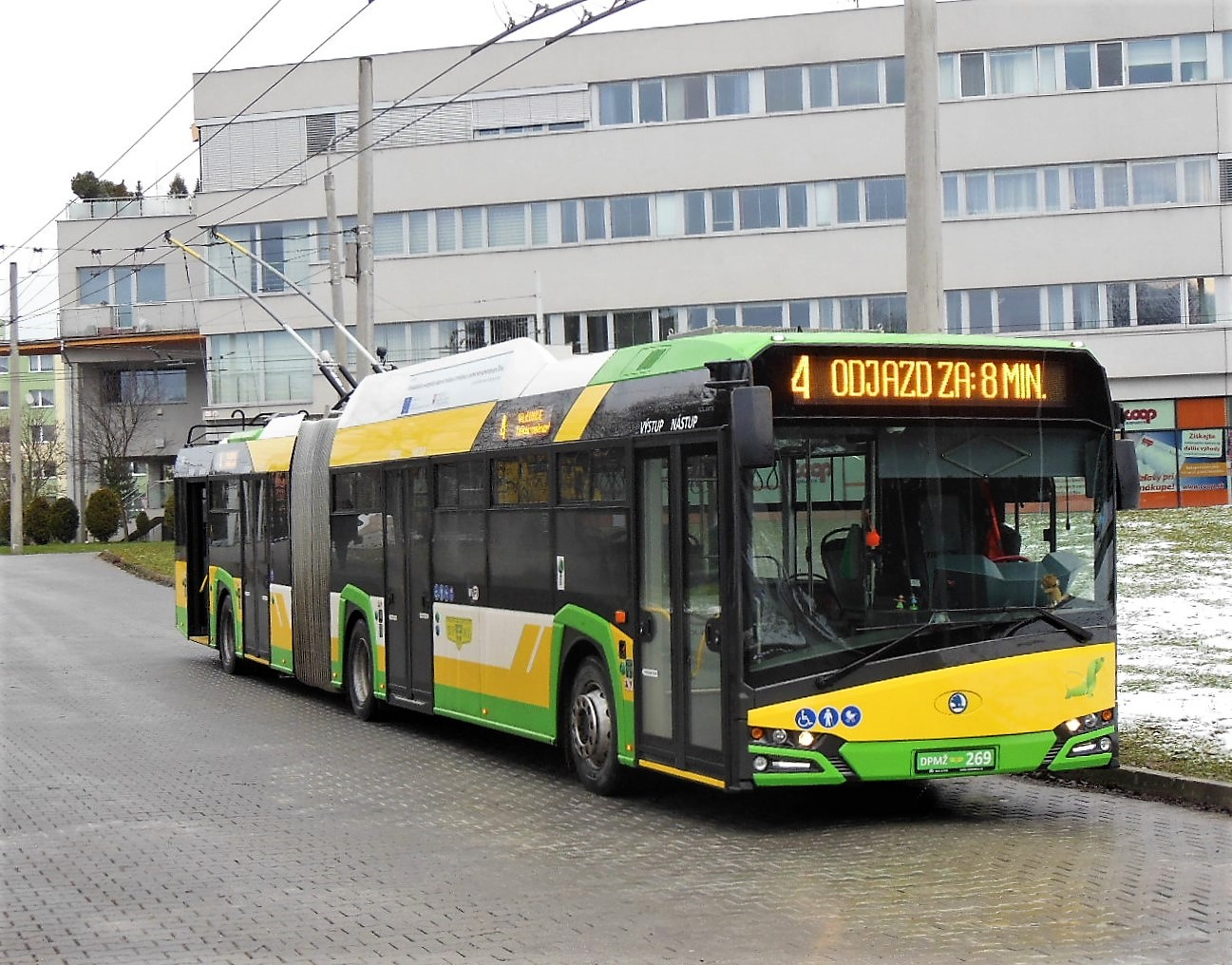
シュコダ27Tr ソラリス（2017年撮影）

## 今後の予定
ジリナ市交通会社では、トロリーバス路線の架線や施設の改修、交差点や分岐点における架線配置の改善などの工事に加えて、ハジク（Hájik）の住宅団地からクヴァチャロワ通り（ulicu Kvačalova）への区間を始めとした全長2 kmの延伸が計画されている。また、2021年現在2箇所（クヴァチャロワ、コシチカ）に存在する車庫のうちコシチカ車庫を廃止する一方、クヴァチャロワ車庫については施設の近代化が検討されている。